# Argentine aux Jeux olympiques d'hiver de 1952
Cet article contient des informations sur la participation et les résultats de l'Argentine aux Jeux olympiques d'hiver de 1952, qui ont eu lieu à Oslo en Norvège. 

## Délégation
Le tableau suivant montre le nombre d'athlètes argentins dans chaque discipline :
| Sport     | Hommes | Femmes | Total |
| --------- | ------ | ------ | ----- |
| Bobsleigh | 4      | 0      | 4     |
| Ski Alpin | 6      | 1      | 7     |
| Total     | 10     | 1      | 11    |

## Résultats

### Ski alpin

#### Hommes
| Athlète             | Épreuve      | Course 1     | Course 1 | Course 2     | Course 2     | Total        | Total        |
| Athlète             | Épreuve      | Temps        | Rang     | Temps        | Rang         | Temps        | Rang         |
| ------------------- | ------------ | ------------ | -------- | ------------ | ------------ | ------------ | ------------ |
| Aristeo Benavídez   | Descente     |              |          |              |              | Disqualifié  | –            |
| Carlos Eiras        | Descente     |              |          |              |              | Disqualifié  | –            |
| Gino de Pellegrin   | Descente     |              |          |              |              | 4 min 02 s 0 | 70           |
| Otto Jung           | Descente     |              |          |              |              | 3 min 34 s 9 | 62           |
| Pablo Rosenkjer     | Descente     |              |          |              |              | 3 min 02 s 9 | 47           |
| Luis de Ridder      | Descente     |              |          |              |              | 3 min 01 s 8 | 46           |
| Gino de Pellegrín   | Slalom géant |              |          |              |              | 3 min 09 s 5 | 66           |
| Otto Jung           | Slalom géant |              |          |              |              | 3 min 03 s 7 | 61           |
| Luis de Ridder      | Slalom géant |              |          |              |              | 3 min 00 s 9 | 56           |
| Pablo Rosenkjer     | Slalom géant |              |          |              |              | 2 min 55 s 9 | 49           |
| Pablo Rosenkjer     | Slalom       | 1 min 23 s 3 | 70       | Non qualifié | Non qualifié | Non qualifié | Non qualifié |
| Otto Jung           | Slalom       | 1 min 21 s 7 | 67       | Non qualifié | Non qualifié | Non qualifié | Non qualifié |
| Luis de Ridder      | Slalom       | 1 min 21 s 0 | 64       | Non qualifié | Non qualifié | Non qualifié | Non qualifié |
| Francisco de Ridder | Slalom       | 1 min 16 s 0 | 55       | Non qualifié | Non qualifié | Non qualifié | Non qualifié |

#### Femmes
| Athlète          | Épreuve      | Course 1     | Course 1 | Course 2     | Course 2 | Total        | Total |
| Athlète          | Épreuve      | Temps        | Rang     | Temps        | Rang     | Temps        | Rang  |
| ---------------- | ------------ | ------------ | -------- | ------------ | -------- | ------------ | ----- |
| Ana María Dellai | Descente     |              |          |              |          | 2 min 00 s 3 | 28    |
| Ana María Dellai | Slalom géant |              |          |              |          | 2 min 29 s 7 | 31    |
| Ana María Dellai | Slalom       | 1 min 14 s 4 | 24       | 1 min 15 s 3 | 32       | 2 min 29 s 7 | 29    |

### Bobsleigh
| Traîneau | Athlètes                                                   | Épreuve      | Manche 1      | Manche 1 | Manche 2      | Manche 2 | Manche 3      | Manche 3 | Manche 4      | Manche 4 | Total         | Total |
| Traîneau | Athlètes                                                   | Épreuve      | Temps         | Rang     | Temps         | Rang     | Temps         | Rang     | Temps         | Rang     | Temps         | Rang  |
| -------- | ---------------------------------------------------------- | ------------ | ------------- | -------- | ------------- | -------- | ------------- | -------- | ------------- | -------- | ------------- | ----- |
| ARG-1    | Carlos Tomasi Robert Bordeu Carlos Sareisian Héctor Tomasi | Bob à quatre | 1 min 20 s 15 | 13       | 1 min 19 s 81 | 6        | 1 min 19 s 35 | 10       | 1 min 19 s 54 | 7        | 5 min 18 s 85 | 8     |